# Rapport Hite
Le rapport Hite est une étude sur la sexualité humaine publiée en 1976 par la sexologue Shere Hite sur la base d'une étude statistique de grande ampleur menée de façon anonyme auprès des femmes américaines (et des hommes par la suite). Ce livre, publié à vingt millions d'exemplaires, en treize langues, a fait scandale par ses conclusions très éloignées des représentations contemporaines concernant les pratiques sexuelles et leur fréquence dans la population.

## Contexte de l'étude
Cette étude a été menée aux États-Unis en 1976, c'est-à-dire quelques années après le début de la révolution sexuelle. Cependant la société est encore très puritaine. Le rapport bat en brèche de nombreuses idées fausses, qui pourtant servent de fondements aux structures sexuelles et sociales du couple.
Le rapport Hite fait scandale par ses conclusions très éloignées des représentations contemporaines concernant les pratiques sexuelles.
La principale conclusion de Shere Hite est que « la plupart des femmes parviennent à l'orgasme toutes seules. » Libération précise qu'aussi bien Alfred Kinsey que Sigmund Freud avait eux-mêmes analysé que les femmes avaient des difficultés à atteindre l'orgasme avec un homme. Hite approuve, tout en nuançant : selon elle, ce sont les hommes responsables de cette situation où les femmes n'atteignent pas l'orgasme. Elle ajoute par ailleurs qu'il est important de rappeler cette responsabilité des hommes, car sinon les femmes peuvent se sentir anormales, donc imparfaites, et dans ce cas ne plus se donner le droit de dire : « Je serai présidente ou je deviendrai un grand compositeur ». Inversement, si les femmes se procurent des orgasmes seules, elles se sentent elles-mêmes, prennent de l'assurance, et peuvent changer de comportement social. 
Le livre a été publié à vingt millions d'exemplaires, en treize langues. L'autrice explique : « Aux Etats-Unis, on a compris que je disais que les femmes pouvaient se passer des hommes. Et, en Europe, on a déduit que les hommes américains étaient de mauvais amants. » Selon Libération, le premier rapport Hite a surtout plu aux femmes.

### Pratiques illicites
Parmi les pratiques étudiées, beaucoup étaient illégales dans tous ou certains états.

## Conclusions les plus notables
Les thèmes abordés sont la masturbation et ce qu'en pensent les femmes, l'orgasme et son importance, le vécu du coït, la stimulation clitoridienne et ses pratiques associées, le saphisme, l'esclavage sexuel, la révolution sexuelle, la sexualité de la femme âgée.

## Réception du rapport
Le rapport a suscité des réactions très diverses.

## Les différents rapports Hite
Hite a publié plusieurs études sur la sexualité. Le terme rapport Hite fait en principe référence à l'ouvrage de 1976, mais certains de ses autres travaux sont également cités comme faisant partie du rapport Hite. Les publications qui forment le rapport Hite au sens large